# Línea Sarmiento
La línea Sarmiento es una de las 7 líneas suburbanas de los Ferrocarriles metropolitanos de Buenos Aires, administrada por el Estado Nacional a través de Trenes Argentinos Operaciones.

## Servicios
Esta línea perteneciente a la red nacional del Ferrocarril Domingo Faustino Sarmiento, presta servicios de pasajeros entre las estaciones Once, en el barrio porteño de Balvanera, y las estaciones de Moreno, Lobos y Mercedes en el oeste del Gran Buenos Aires.
Compone un total de 40 estaciones, partiendo de la Ciudad de Buenos Aires y atravesando los partidos de Tres de Febrero, Morón, Ituzaingó, La Matanza, Merlo, Moreno, General Rodríguez, Luján, Mercedes, Marcos Paz, General Las Heras y Lobos.
En 2012 transportó a 39,1 millones de pasajeros,

### Once - Moreno
Se prestan diariamente, aproximadamente más de 200 servicios (ida y vuelta) entre ambas cabeceras. Posee un tiempo de viaje promedio de 71 minutos. Anteriormente, algunos servicios llegaban y salían desde la Estación Plaza Miserere.
Material rodante: Unidad eléctrica múltiple CSR

### Moreno - Mercedes
Es un ramal de 62 km que parte desde la estación Moreno hasta la estación Mercedes con locomotoras diésel eléctricas y mayormente coches Materfer. Cuenta con 18 viajes ida y vuelta por día, los días de semana entre cabeceras, consumiendo un tiempo de 1 hora y 30 minutos. El servicio es muy utilizado por estudiantes de la Universidad Nacional de Luján. Hay planes de electrificación de un tramo de este ramal.
Material rodante: Locomotoras General Motors EMD GR12 y MACOSA J16CW-AC, y coches clase única Materfer

### Merlo - Lobos
Este ramal de 68 km parte desde la estación Merlo hasta Lobos, con un tiempo de viaje aproximado de 1 hora 56 minutos. Es un ramal diésel, sus servicios lo efectúan locomotoras diésel eléctricas llevando mayormente coches de pasajeros Materfer. Efectúa 4 viajes ida y vuelta a Lobos por día de lunes a domingo; y 16 servicios que se efectúan solo entre Merlo y Las Heras.
Hay planes para la electrificación de un tramo de este ramal.
Material rodante: Locomotoras General Motors EMD GR12, MACOSA J16CW-AC y coches clase única Materfer

## Operación

### Empresas
- Ferrocarriles Argentinos (1948-1991)
- FEMESA (1991-1995)
- TBA (1995-2012)
- UGOMS (2012-2014)
- Trenes Argentinos (2014-presente)

## Material rodante
La sección eléctrica de la línea fue corrida desde 1922 con coches de madera ingleses, los cuales fueron reemplazados a fines de la década de 1950 por 245 coches metálicos producidos en Japón por el consorcio formado por las empresas Toshiba, Kawasaki, Kinki y Tokyu Car. Su pintura era plateada con franjas azules y contaban con música funcional, baños y asientos de cuerina. Paulatinamente, y hasta la década de 1990 se suprimieron las comodidades y la pintura fue cambiada al estilo de los trenes locales de Ferrocarriles Argentinos (Amarillo, azul y rojo). Al ingresar Trenes de Buenos Aires a operar la línea, se intercambiaron coches con el Ferrocarril Mitre, de similares características. La flota fue restaurada entre 1999 y 2002 en los talleres Morrison Knudsen (antiguamente Fabricaciones Militares y posteriormente, Emprendimientos Ferroviarios-EmFer) cambiando los asientos rebatibles por asientos económicos de plástico, los revestimientos interiores y pintándolos con los colores institucionales (bordó y amarillo). En 2006 se restauraron decenas de coches de un modo similar a las reformas que sufrieron los coches japoneses de la Línea Mitre, renombrándose como Coches Puma, con paneles interiores de plástico y cambio del sistema de apertura de puertas. Dos años después llegarían los primeros coches Toshiba-Pumas con aire acondicionado, con un nuevo esquema corporativo en celeste, blanco y azul. Ese mismo año se presentó la primera formación con coches doble piso fabricados por Emfer con mecánica Toshiba. Entre 2010 y 2012 la flota vuelve a cambiar sus colores, ahora optando por violeta, plateado, naranja y negro, con la llegada de más formaciones doble piso. Tras el quite de la concesión a TBA en 2013, los coches pasaron a una pintura celeste y gris circulando hasta el 21 de julio de 2014, cuando se renovaron por 225 unidades eléctricas múltiples CSR de origen chino, tras más de 60 años de servicio de los coches japoneses. Se mantiene en funciones una formación japonesa de 4 coches, la cual traslada hinchadas de fútbol. El resto se encuentra desafectado en los playones de Haedo, Miguelete, Victoria y Santos Lugares.

## Estaciones
| Estación             | Kilómetro | Cantidad de andenes | Distrito                   | Inauguración | Notas |
| -------------------- | --------- | ------------------- | -------------------------- | ------------ | --- |
| Once de Septiembre   | 0         | 8                   | Comuna 3                   | 1857         | Combinación con estaciones Plaza Miserere de la Línea A y Once-30 de Diciembre de la Línea H del Subte de Buenos Aires. Cabecera desde 1882. Nombrada 1º de Marzo entre 1951 y 1955 |
| Caballito            | 3.8       | 3                   | Comuna 6                   | 1857         | Proximidad con la estación Primera Junta de la Línea A. Antigua cabecera del ramal a Villa Crespo                                                                                   |
| Flores               | 5.9       | 2                   | Comuna 7                   | 1857         | Proximidad con la estación San José de Flores de la Línea A |
| Floresta             | 7.3       | 2                   | Comuna 10                  | 1857         | Antigua cabecera final. Nombrada La Floresta entre 1857 y 1888, y Vélez Sarsfield entre 1888 y 1944                                                                                 |
| Villa Luro           | 9.3       | 2                   | Comuna 10                  | 1911         | Proximidad con Autopista Perito Moreno. Antigua cabecera de los ramales a Sáenz Peña, Versailles e Ingeniero Brian                                                                  |
| Liniers              | 11.6      | 2                   | Comuna 9                   | 1872         | Proximidad con Centro de Transbordo Liniers del Metrobús y con la Avenida General Paz (límite entre CABA y Provincia de Buenos Aires)                                               |
| Ciudadela            | 13        | 4                   | Partido de Tres de Febrero | 1910         | Hasta 2018 solo tuvo dos andenes |
| Ramos Mejía          | 15.1      | 4                   | Partido de La Matanza      | 1858         | Nombrada Gral. San Martin entre 1858 y 1872 y Gral. Lavalle solo en 1872. Hasta 1997 solo tuvo tres andenes                                                                         |
| Haedo                | 17.7      | 4                   | Partido de Morón           | 1886         | Combinación con Estación Haedo del FC General Roca. Cabecera del ramal a Caseros |
| Morón                | 20.2      | 2                   | Partido de Morón           | 1859         | Proximidad con Ruta Provincial 4 |
| Castelar             | 22.3      | 4                   | Partido de Morón           | 1913         | Inaugurada como Parada Km. 22. Cabecera intermedia. Antigua cabecera del ramal a Puerto Madero. Hasta 1997 solo tuvo dos andenes                                                    |
| Ituzaingó            | 24.8      | 2                   | Partido de Ituzaingó       | 1872         | |
| San Antonio de Padua | 27.8      | 2                   | Partido de Merlo           | 1923         | Inaugurada como Parada del Golf |
| Merlo                | 30.5      | 6                   | Partido de Merlo           | 1859         | Cabecera del ramal a Lobos. Antigua cabecera del ramal a Puerto Madero |
| Paso del Rey         | 33.7      | 2                   | Partido de Moreno          | 1938         | |
| Moreno               | 36.4      | 5                   | Partido de Moreno          | 1860         | Cabecera final y del ramal a Estación Mercedes. Proximidad con Rutas Provinciales 23 y 25                                                                                           |

| Estación             | Kilómetro | Cantidad de Andenes | Distrito                     | Inauguración | Notas                                                                                    |
| -------------------- | --------- | ------------------- | ---------------------------- | ------------ | ---------------------------------------------------------------------------------------- |
| La Reja              | 40.1      | 2                   | Partido de Moreno            | 1940         | Inaugurada como Parada Km. 40,100.                                                       |
| Francisco Álvarez    | 42.7      | 3                   | Partido de Moreno            | 1923         |                                                                                          |
| Ing. Pablo Marín     | 46        | 2                   | Partido de General Rodríguez | S/D          |                                                                                          |
| Las Malvinas         | 49.1      | 2                   | Partido de General Rodríguez | S/D          | Proximidad con Ruta Provincial 24                                                        |
| General Rodríguez    | 52.1      | 2                   | Partido de General Rodríguez | 1864         |                                                                                          |
| La Fraternidad       | 56.3      | 2                   | Partido de General Rodríguez | S/D          |                                                                                          |
| Lezica y Torrezuri   | 62        | 2                   | Partido de Luján             | S/D          | Proximidad con Ruta Provincial 6                                                         |
| Universidad de Luján | 65        | 2                   | Partido de Luján             | 1984         | Proximidad con Ruta Nacional 5                                                           |
| Luján                | 66.5      | 4                   | Partido de Luján             | 1864         | Cabecera intermedia y del ramal a Vagués. Antigua cabecera del ramal a Estación Basílica |
| Jáuregui             | 73.3      | 3                   | Partido de Luján             | 1884         |                                                                                          |
| Olivera              | 81.4      | 3                   | Partido de Luján             | 1864         |                                                                                          |
| Gowland              | 90.7      | 3                   | Partido de Mercedes          | 1888         | Proximidad con Estación Agote del FC Gral. San Martín                                    |
| Mercedes             | 98.1      | 5                   | Partido de Mercedes          | 1865         | Proximidad con estaciones Mercedes de los FC Gral. San Martín y FC Gral. Belgrano        |

| Estación               | Kilómetro | Cantidad de andenes | Distrito                     | Inauguración | Notas |
| ---------------------- | --------- | ------------------- | ---------------------------- | ------------ | --- |
| Kilómetro 34,5         | 34.5      | 1                   | Partido de Merlo             | 1991         | A 200m se encontraba la Parada Mariano Acosta del FC del Sud (Actual FC Gral. Roca), cerrada en 1911                         |
| Agustín Ferrari        | 37.8      | 1                   | Partido de Merlo             | S/D          | |
| Mariano Acosta         | 40.2      | 2                   | Partido de Merlo             | 1910         | Reemplazo a la estación aledaña a la Parada km. 34.5                                                                         |
| Maquinista Ricardo Cal | 42.8      | 1                   | Partido de Marcos Paz        | 2022         | |
| Marcos Paz             | 47.8      | 2                   | Partido de Marcos Paz        | 1870         | Proximidad con Estación Marcos Paz del FC Gral. Belgrano                                                                     |
| Zamudio                | 57.6      | 1                   | Partido de General Las Heras | 1871         | Proximidad con Ruta Provincial 6                                                                                             |
| General Hornos         | 62        | 1                   | Partido de General Las Heras | 1884         | |
| General Las Heras      | 66.7      | 3                   | Partido de General Las Heras | 1871         | Cabecera intermedia |
| Speratti               | 76.3      | 1                   | Partido de General Las Heras | 1871         | |
| Zapiola                | 83.6      | 1                   | Partido de Lobos             | 1871         | |
| Empalme Lobos          | 95.6      | 3                   | Partido de Lobos             | 1871         | Estación compartida con el FC Gral. Roca. Combinación con ramales a Cañuelas, Carhué y Navarro (inactivos estos dos últimos) |
| Lobos                  | 99.3      | 1                   | Partido de Lobos             | 1871         | Estación compartida con el FC Gral. Roca. Combinación con ramal a Olavarría                                                  |

## Imágenes

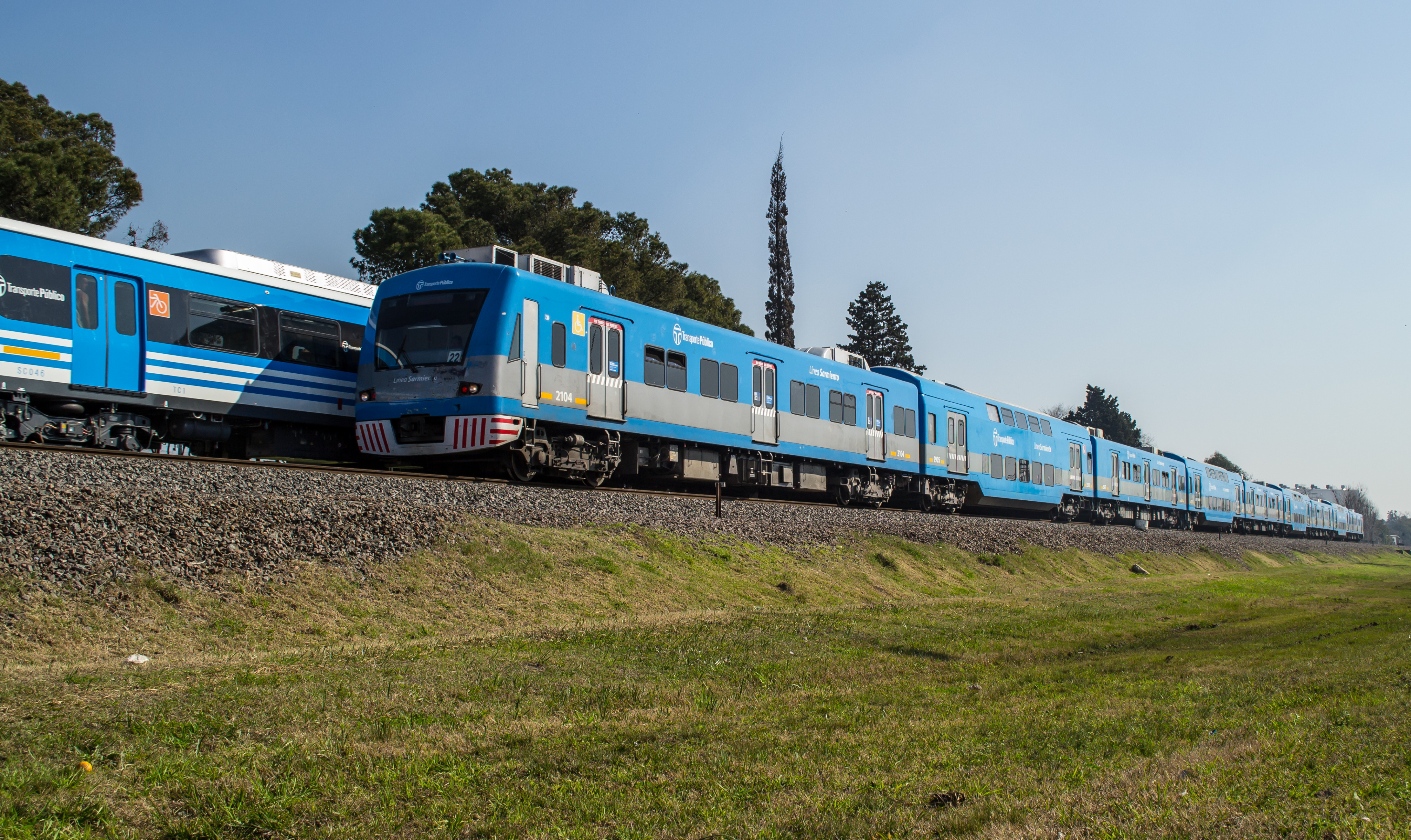
Formación Puma doble piso
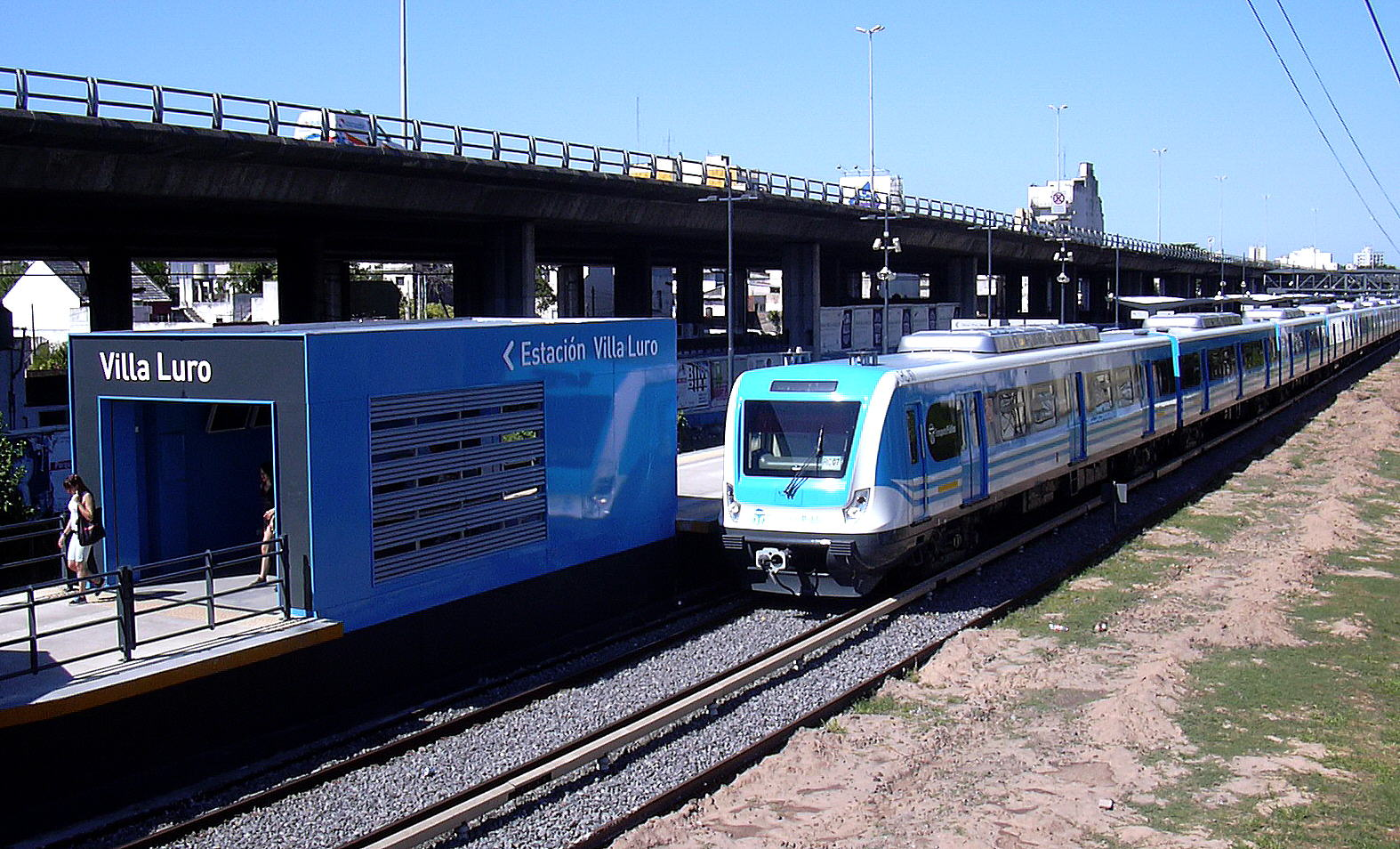
Formación CSR
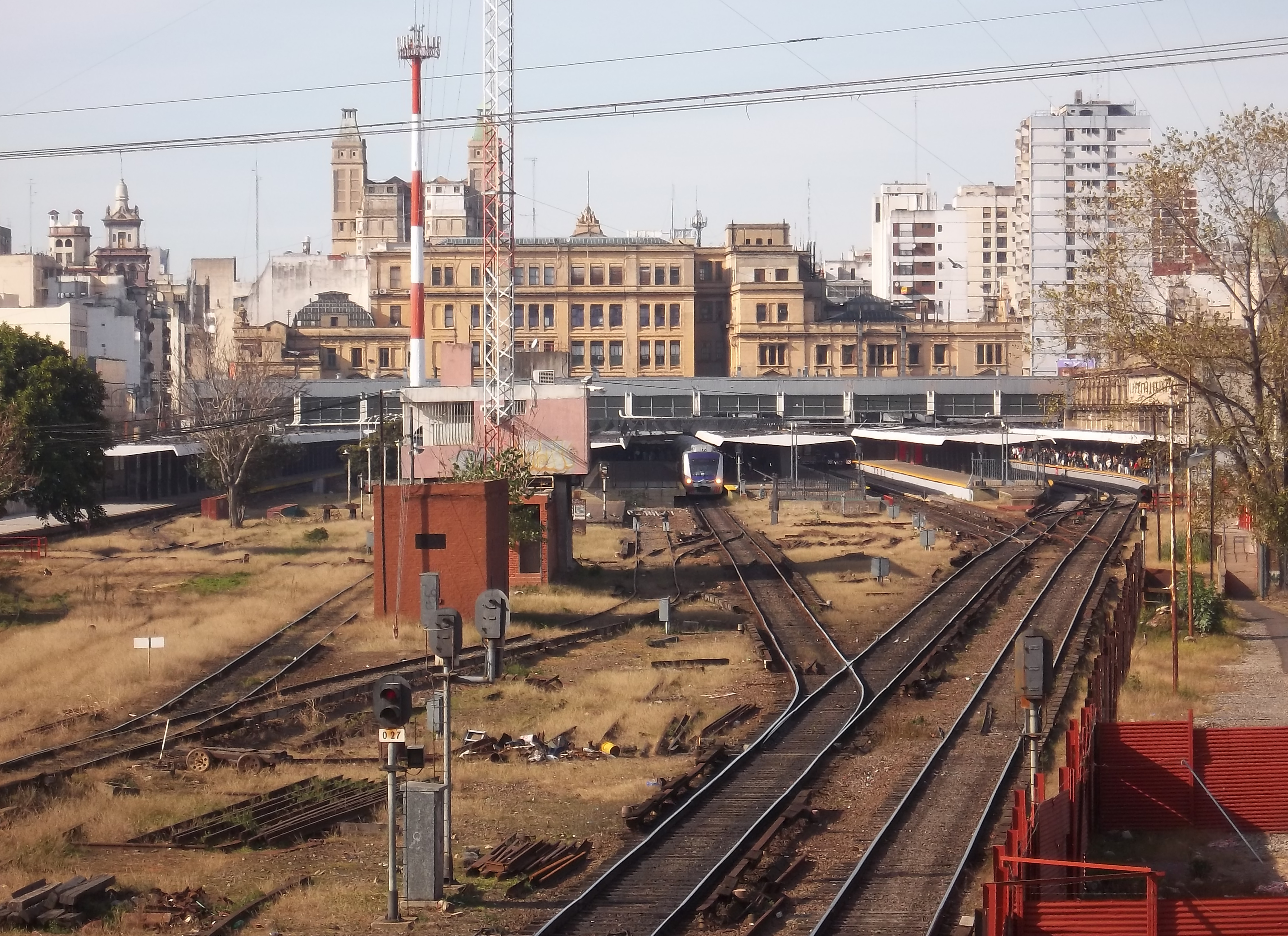
Estación Once vista desde el oeste
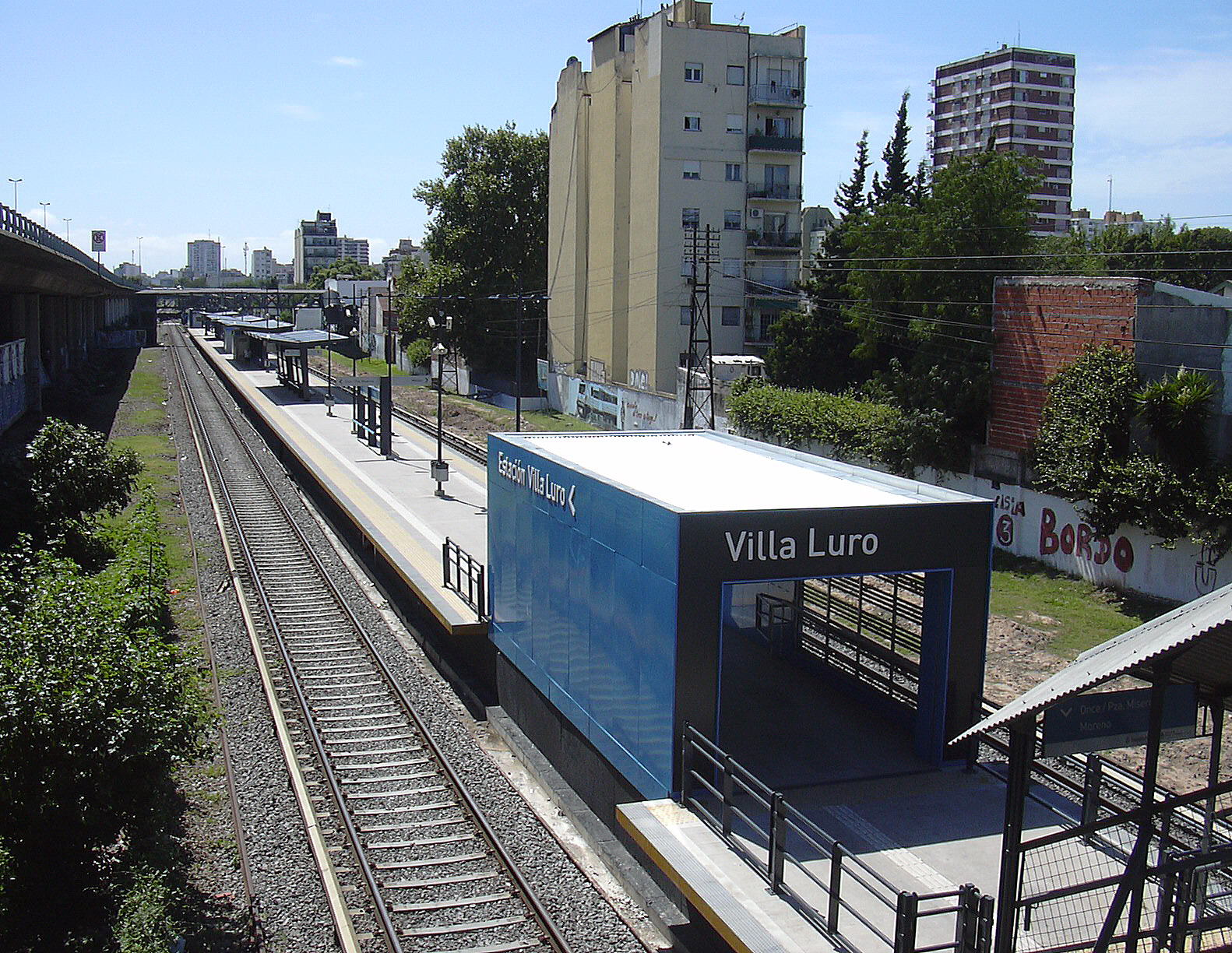
Acceso oeste de la estación Villa Luro, visto desde el puente de la calle Víctor Hugo
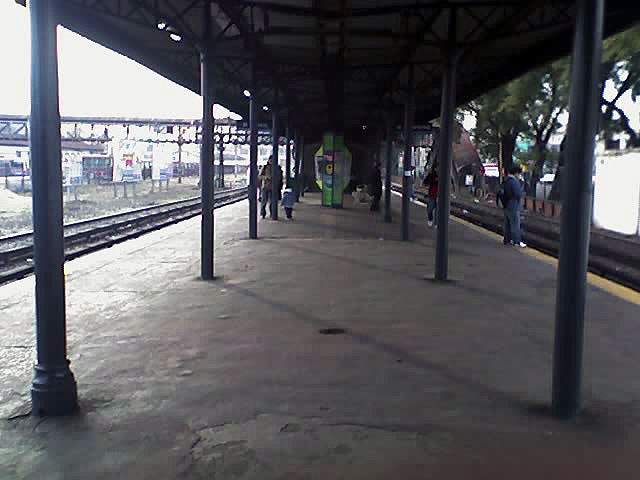
Estación Liniers
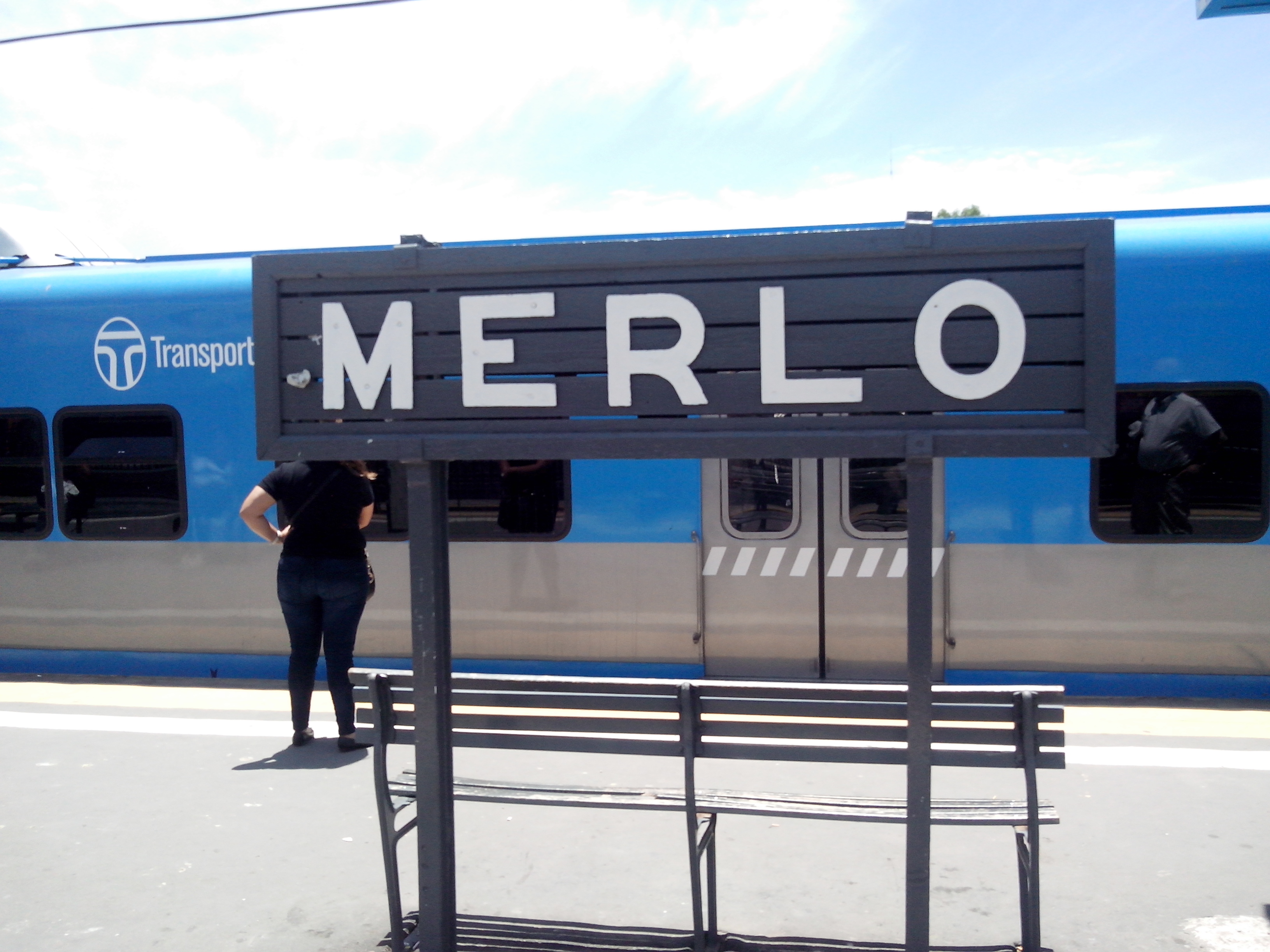
Estación Merlo
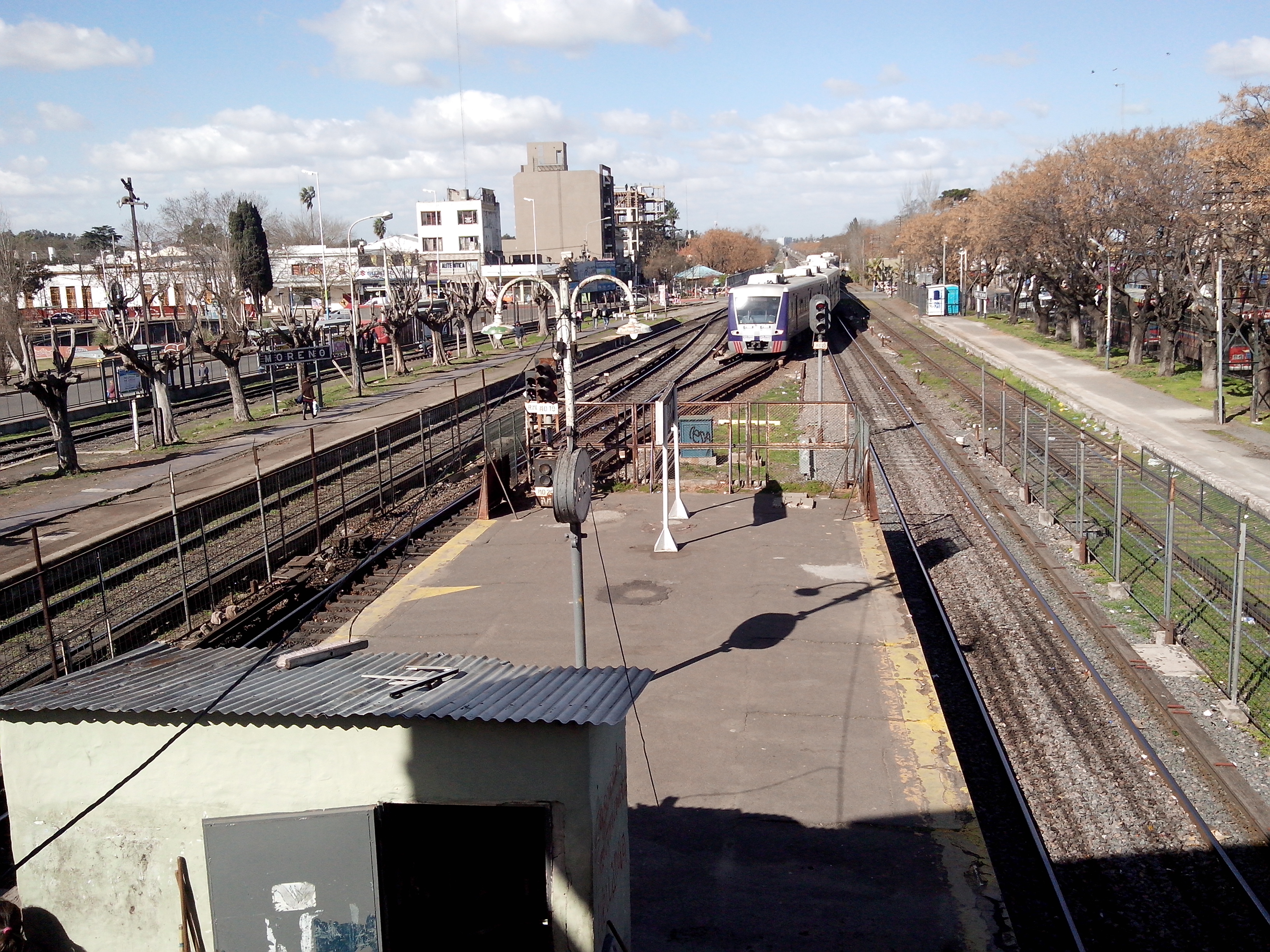
Tren ingresando a la Estación Moreno
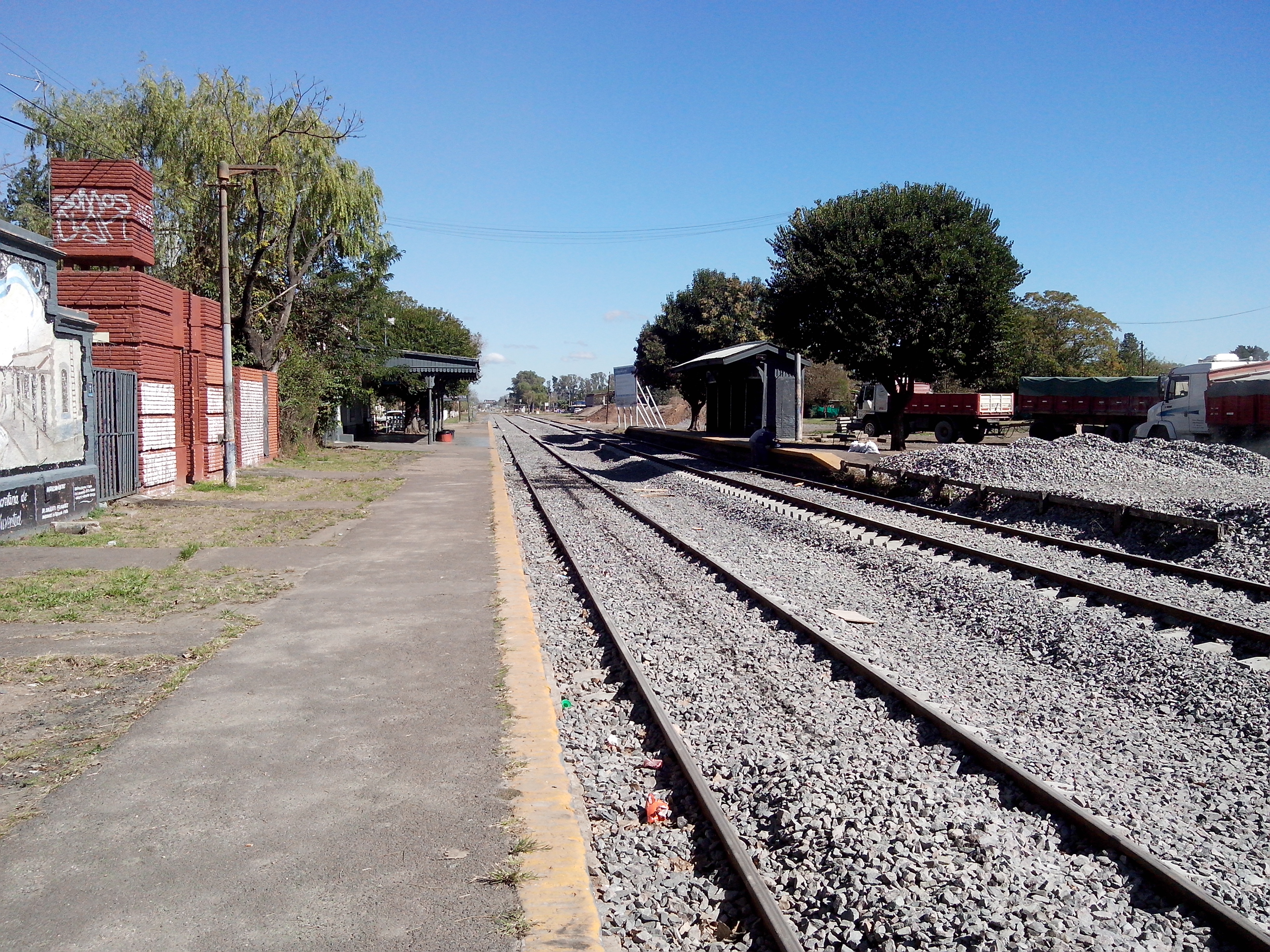
Mariano Acosta
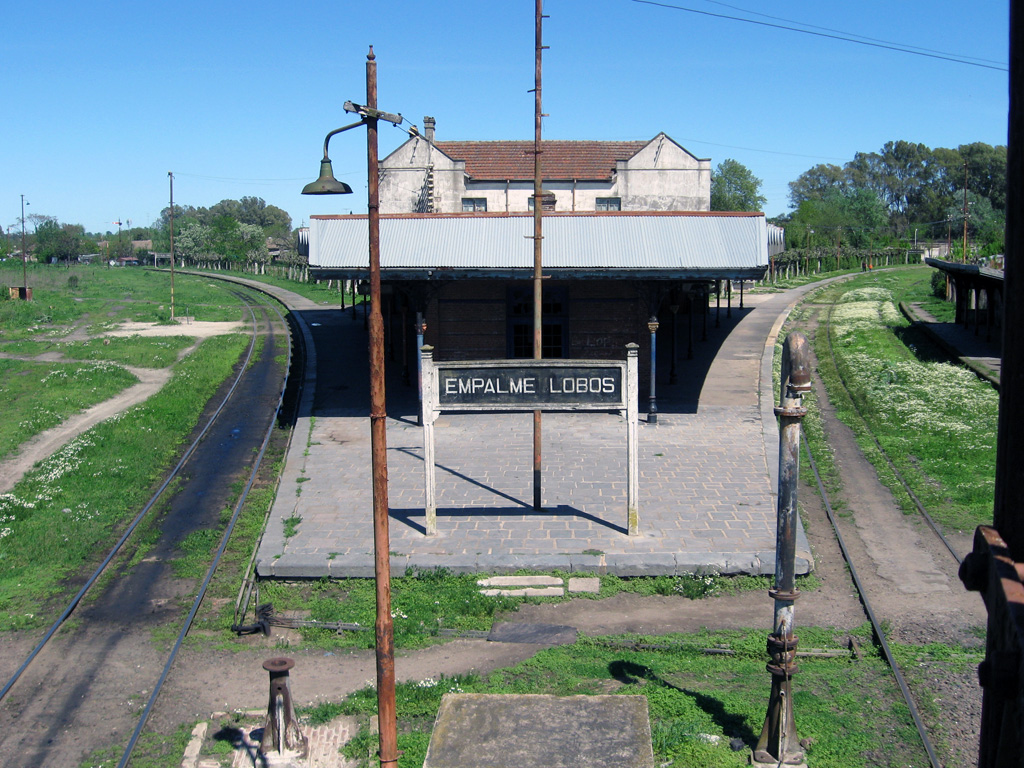
Empalme Lobos
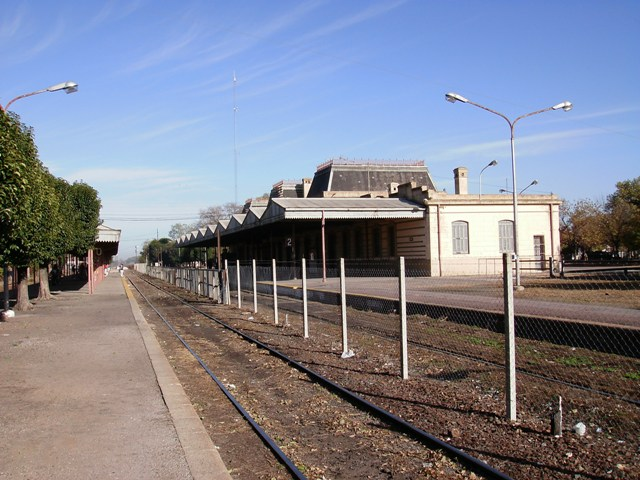
Estación Luján
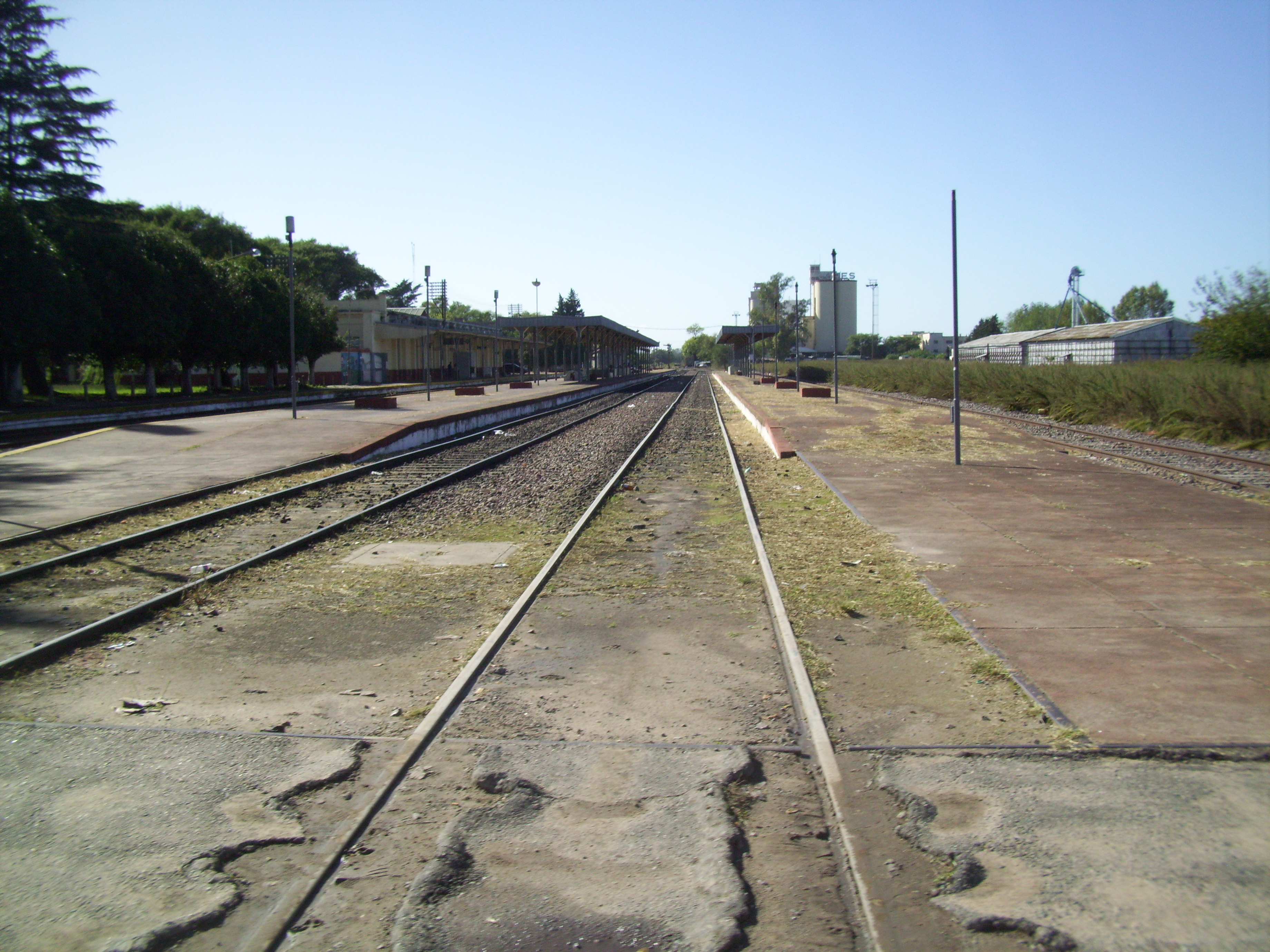
Estación Mercedes